# FC Eintracht Rheine
FC Eintracht Rheine is een Duitse voetbalclub uit Rheine, die uitkomt in de Oberliga Westfalen en werd opgericht in 1994. De club speelt zijn thuiswedstrijden in de BA.rena.

## Eindklasseringen vanaf 1996
| Seizoen | Competitie                     | Niveau | Eindstand | DFB Pokal | Opmerking                                                                   |
| ------- | ------------------------------ | ------ | --------- | --------- | --------------------------------------------------------------------------- |
| 1994/95 | Verbandsliga Westfalen Nordost | V      | 3         | --        |                                                                             |
| 1995/96 | Verbandsliga Westfalen Nordost | V      | 2         | --        |                                                                             |
| 1996/97 | Verbandsliga Westfalen Nordost | V      | 3         | --        |                                                                             |
| 1997/98 | Verbandsliga Westfalen Nordost | V      | 1         | --        |                                                                             |
| 1998/99 | Oberliga Westfalen             | IV     | 9         | --        |                                                                             |
| 1999/00 | Oberliga Westfalen             | IV     | 8         | --        |                                                                             |
| 2000/01 | Oberliga Westfalen             | IV     | 7         | --        |                                                                             |
| 2001/02 | Oberliga Westfalen             | IV     | 3         | --        |                                                                             |
| 2002/03 | Oberliga Westfalen             | IV     | 5         | --        | winnaar Westfalenpokal > Sportfreunde Siegen: 2-1                           |
| 2003/04 | Oberliga Westfalen             | IV     | 10        | 1e ronde  | < VfB Lübeck: 0-2 n.v.                                                      |
| 2004/05 | Oberliga Westfalen             | IV     | 9         | --        |                                                                             |
| 2005/06 | Oberliga Westfalen             | IV     | 14        | --        |                                                                             |
| 2006/07 | Oberliga Westfalen             | IV     | 11        | --        |                                                                             |
| 2007/08 | Oberliga Westfalen             | IV     | 15        | --        |                                                                             |
| 2008/09 | Westfalenliga-1                | VI     | 2         | --        | invoering 3. Liga                                                           |
| 2009/10 | Westfalenliga-1                | VI     | 8         | --        |                                                                             |
| 2010/11 | Westfalenliga-1                | VI     | 2         | --        |                                                                             |
| 2011/12 | Westfalenliga-1                | VI     | 8         | --        |                                                                             |
| 2012/13 | Westfalenliga-1                | VI     | 2         | --        | promotie play-off > FC Brünninghausen: 3-0                                  |
| 2013/14 | Oberliga Westfalen             | V      | 8         | --        |                                                                             |
| 2014/15 | Oberliga Westfalen             | V      | 10        | --        |                                                                             |
| 2015/16 | Oberliga Westfalen             | V      | 7         | --        |                                                                             |
| 2016/17 | Oberliga Westfalen             | V      | 5         | --        |                                                                             |
| 2017/18 | Oberliga Westfalen             | V      | 8         | --        |                                                                             |
| 2018/19 | Oberliga Westfalen             | V      | 15        | --        |                                                                             |
| 2019/20 | Oberliga Westfalen             | V      | 4         | --        | competitie afgebroken i.v.m. coronapandemie.                                |
| 2020/21 | Oberliga Westfalen             | V      | --        | --        | competitie afgebroken i.v.m. coronapandemie. Er wordt geen stand opgemaakt. |
| 2021/22 | Oberliga Westfalen             | V      | 7         | --        |                                                                             |
| 2022/23 | Oberliga Westfalen             | V      | 10        | --        |                                                                             |
| 2023/24 | Oberliga Westfalen             | V      | 16        | --        |                                                                             |
| 2024/25 | Oberliga Westfalen             | V      | 5         | --        |                                                                             |
| 2025/26 | Oberliga Westfalen             | V      | .         | --        |                                                                             |